# Torneo de Roland Garros 2024
El Torneo de Roland Garros 2024, conocido también como Abierto de Francia de 2024, fue  un torneo de tenis de Grand Slam jugado en canchas de tierra batida al aire libre. Se llevó a cabo en el Stade Roland Garros de París, Francia, del 20 de mayo al 9 de junio del 2024 y constó de individuales, dobles y dobles mixtos. Estuvieron programados torneos juveniles y en silla de ruedas.
Fue la 123.ª edición del Abierto de Francia y el segundo evento de Grand Slam del 2024. Los cuadros principales de individuales incluyeron 16 clasificados para hombres y 16 para mujeres de 128 jugadores en cada sorteo.
El torneo contó con la presencia del campeón defensor Novak Djokovic  y de la campeona defensora Iga Świątek en individuales masculinos y femeninos, respectivamente.

## Torneo
El Abierto de Francia de 2024 fue la 123.ª edición del Abierto de Francia y se celebró en el Stade Roland Garros de París.
El torneo fue dirigido por la Federación Internacional de Tenis (ITF) y formó parte de los calendarios ATP Tour 2024 y WTA Tour 2024 bajo la categoría Grand Slam. El torneo consistió en cuadros individuales y dobles masculinos y femeninos.
Habrá eventos individuales y dobles tanto para niños como para niñas (jugadores menores de 18 años), que formarán parte de la categoría de torneos Grado A, y eventos individuales y dobles para tenistas en silla de ruedas masculinos y femeninos bajo la categoría Grand Slam.  El torneo se jugará en canchas de arcilla y se desarrollará en una serie de 23 canchas, incluidas las tres canchas principales: la cancha Philippe Chatrier, la cancha Suzanne Lenglen y la cancha Simonne Mathieu.

## Puntos y premios

### Distribución de puntos

#### Séniors
| Evento               | G    | F    | SF  | CF  | R16 | R32 | R64 | R128 | C  | C3 | C2 | C1 |
| Individual masculino | 2000 | 1300 | 800 | 400 | 200 | 100 | 50  | 10   | 30 | 16 | 8  | 0  |
| Dobles masculino     | 2000 | 1200 | 720 | 360 | 180 | 90  | 45  | 0    | —  | —  | —  | —  |
| Individual femenino  | 2000 | 1300 | 780 | 430 | 240 | 130 | 70  | 10   | 40 | 30 | 20 | 2  |
| Dobles femenino      | 2000 | 1300 | 780 | 430 | 240 | 130 | 10  | —    | —  | —  | —  | —  |

| Evento           | G   | F   | SF/3ra | CF/4ta |
| Individual       | 800 | 500 | 375    | 100    |
| Dobles           | 800 | 500 | 100    | —      |
| Quad* Individual | 800 | 500 | 100    | —      |
| Quad* Dobles     | 800 | 100 | —      | —      |

| Evento               | G    | F   | SF  | CF  | R16 | R32 | C  | C3 |
| Individual masculino | 1000 | 600 | 370 | 200 | 100 | 45  | 30 | 20 |
| Individual femenino  | 1000 | 600 | 370 | 200 | 100 | 45  | 30 | 20 |
| Dobles masculino     | 750  | 450 | 275 | 150 | 75  | —   | —  | —  |
| Dobles femenino      | 750  | 450 | 275 | 150 | 75  | —   | —  | —  |

### Premios monetarios
| Evento                          | G           | F           | SF        | CF        | R16       | R32       | R64       | R128     | C3       | C2       | C1       |
| Individuales                    | 2 400 000 € | 1 200 000 € | 650 000 € | 415 000 € | 250 000 € | 158 000 € | 110 000 € | 73 000 € | 41 000 € | 28 000 € | 20 000 € |
| Dobles                          | 590 000 €   | 295 000 €   | 148 000 € | 80 000 €  | 43 500 €  | 27 500 €  | 17 500 €  | —        | —        | —        | —        |
| Individuales en silla de ruedas | —           | —           | —         | —         | —         | —         | —         | —        | —        | —        | —        |
| Dobles en silla de ruedas       | —           | —           | —         | —         | —         | —         | —         | —        | —        | —        | —        |

## Resumen

### Día 1 (26 de mayo)
- Cabezas de serie eliminados:
  - Individual masculino:  Nicolás Jarry [16],  Ugo Humbert [17],  Alejandro Tabilo [24]
  - Individual femenino:  Barbora Krejčíková [24],  Veronika Kudermetova [29]
- Orden de juego

| Partidos en los estadios principales                 | Partidos en los estadios principales     | Partidos en los estadios principales     | Partidos en los estadios principales     |
| Partidos en el Estadio Philippe Chatrier             | Partidos en el Estadio Philippe Chatrier | Partidos en el Estadio Philippe Chatrier | Partidos en el Estadio Philippe Chatrier |
| Evento                                               | Ganador                                  | Perdedor                                 | Resultado                                |
| ---------------------------------------------------- | ---------------------------------------- | ---------------------------------------- | ---------------------------------------- |
| Individual femenino - Primera ronda                  | Naomi Osaka [PR]                         | Lucia Bronzetti                          | 6-1, 4-6, 7-5                            |
| Individual masculino - Primera ronda                 | Carlos Alcaraz [3]                       | Jeffrey John Wolf [LL]                   | 6-1, 6-2, 6-1                            |
| Individual femenino - Primera ronda                  | Caroline Garcia [21]                     | Eva Lys [Q]                              | 4-6, 7-5, 6-2                            |
| Individual masculino - Primera ronda                 | Stan Wawrinka                            | Andy Murray                              | 6-4, 6-4, 6-2                            |
| Partidos en el Estadio Suzanne Lenglen               |                                          |                                          |                                          |
| Evento                                               | Ganador                                  | Perdedor                                 | Resultado                                |
| Individual masculino - Primera ronda                 | Lorenzo Sonego                           | Ugo Humbert [17]                         | 6-4, 2-6, 6-4, 6-3                       |
| Individual femenino - Primera ronda                  | Jeļena Ostapenko [9]                     | Jaqueline Cristian                       | 6-4, 7-5                                 |
| Individual masculino - Primera ronda                 | Richard Gasquet [WC]                     | Borna Ćorić                              | 7-6(7-5), 7-6(7-2), 6-4                  |
| Individual femenino - Primera ronda                  | Viktorija Golubic                        | Barbora Krejčíková [24]                  | 7-6(7-3), 6-4                            |
| Partidos en el Estadio Simonne Mathieu               |                                          |                                          |                                          |
| Evento                                               | Ganador                                  | Perdedor                                 | Resultado                                |
| Individual masculino - Primera ronda                 | Andrey Rublev                            | Taro Daniel                              | 6-2, 6-7(3-7), 6-3, 7-5                  |
| Individual femenino - Primera ronda                  | Sofia Kenin                              | Laura Siegemund                          | 4-6, 6-2, 6-2                            |
| Individual femenino - Primera ronda                  | Chloé Paquet [WC]                        | Diana Shnaider                           | 6-3, 6-1                                 |
| Individual masculino - Primera ronda                 | Corentin Moutet                          | Nicolás Jarry [16]                       | 6-2, 6-1, 3-6, 6-0                       |
| Fondo de color indica un partido de la rama femenina |                                          |                                          |                                          |

### Día 2 (27 de mayo)
- Cabezas de serie eliminados:
  - Individual masculino:  Arthur Fils [29],  Cameron Norrie [32]
  - Individual femenino:  María Sákkari [6],  Beatriz Haddad Maia [13],  Ekaterina Alexandrova [16]
- Orden de juego

| Partidos en los estadios principales                 | Partidos en los estadios principales     | Partidos en los estadios principales     | Partidos en los estadios principales     |
| Partidos en el Estadio Philippe Chatrier             | Partidos en el Estadio Philippe Chatrier | Partidos en el Estadio Philippe Chatrier | Partidos en el Estadio Philippe Chatrier |
| Evento                                               | Ganador                                  | Perdedor                                 | Resultado                                |
| ---------------------------------------------------- | ---------------------------------------- | ---------------------------------------- | ---------------------------------------- |
| Individual femenino - Primera ronda                  | Ons Jabeur [8]                           | Sachia Vickery [WC]                      | 6-3, 6-2                                 |
| Individual femenino - Primera ronda                  | Iga Świątek [1]                          | Leolia Jeanjean [Q]                      | 6-1, 6-2                                 |
| Individual masculino - Primera ronda                 | Alexander Zverev [4]                     | Rafael Nadal [PR]                        | 6-3, 7-6(7-5), 6-3                       |
| Individual masculino - Primera ronda                 | Gaël Monfils                             | Thiago Seyboth Wild                      | 6-2, 3-6, 6-3, 6-4                       |
| Partidos en el Estadio Suzanne Lenglen               |                                          |                                          |                                          |
| Evento                                               | Ganador                                  | Perdedor                                 | Resultado                                |
| Individual masculino - Primera ronda                 | Jannik Sinner [2]                        | Christopher Eubanks                      | 6-3, 6-3, 6-4                            |
| Individual masculino - Primera ronda                 | Stefanos Tsitsipas [9]                   | Márton Fucsovics                         | 7-6(9-7), 6-4, 6-1                       |
| Individual femenino - Primera ronda                  | Cori Gauff [3]                           | Julia Avdeeva [Q]                        | 6-1, 6-1                                 |
| Individual femenino - Primera ronda                  | Elina Svitolina [19]                     | Karolína Plíšková                        | 3-6, 6-4, 6-2                            |
| Partidos en el Estadio Simonne Mathieu               |                                          |                                          |                                          |
| Evento                                               | Ganador                                  | Perdedor                                 | Resultado                                |
| Individual femenino - Primera ronda                  | Markéta Vondroušová [5]                  | Rebeka Masarova                          | 6-1, 6-3                                 |
| Individual masculino - Primera ronda                 | Matteo Arnaldi                           | Arthur Fils [29]                         | 6-3, 4-6, 6-4, 6-2                       |
| Individual femenino - Primera ronda                  | Varvara Grachova                         | María Sákkari [6]                        | 3-6, 6-4, 6-3                            |
| Individual masculino - Primera ronda                 | Daniil Medvédev [5]                      | Dominik Koepfer                          | 6-3, 6-4, 5-7, 6-3                       |
| Fondo de color indica un partido de la rama femenina |                                          |                                          |                                          |

### Día 3 (28 de mayo)
- Cabezas de serie eliminados:
  - Individual masculino:  Adrian Mannarino [22]
  - Individual femenino:  Katie Boulter [26],  Sorana Cîrstea [28]
- Orden de juego

| Partidos en los estadios principales                 | Partidos en los estadios principales     | Partidos en los estadios principales     | Partidos en los estadios principales     |
| Partidos en el Estadio Philippe Chatrier             | Partidos en el Estadio Philippe Chatrier | Partidos en el Estadio Philippe Chatrier | Partidos en el Estadio Philippe Chatrier |
| Evento                                               | Ganador                                  | Perdedor                                 | Resultado                                |
| ---------------------------------------------------- | ---------------------------------------- | ---------------------------------------- | ---------------------------------------- |
| Individual femenino - Primera ronda                  | Qinwen Zheng [7]                         | Alizé Cornet [WC]                        | 6-2, 6-1                                 |
| Individual masculino - Primera ronda                 | Casper Ruud [7]                          | Felipe Meligeni Alves [Q]                | 6-3, 6-4, 6-3                            |
| Individual femenino - Primera ronda                  | Aryna Sabalenka [2]                      | Erika Andreeva                           | 6-1, 6-2                                 |
| Individual masculino - Primera ronda                 | Novak Djokovic [1]                       | Pierre-Hugues Herbert [WC]               | 6-4, 7-6(7-3), 6-4                       |
| Partidos en el Estadio Suzanne Lenglen               |                                          |                                          |                                          |
| Evento                                               | Ganador                                  | Perdedor                                 | Resultado                                |
| Individual femenino - Primera ronda                  | Elena Rybakina [4]                       | Greet Minnen                             | 6-2, 6-3                                 |
| Individual masculino - Primera ronda                 | Tomás Martín Etcheverry [28]             | Arthur Cazaux                            | 3-6, 6-2, 6-1, 6-4                       |
| Individual femenino - Primera ronda                  | Daria Kasatkina [10]                     | Magdalena Fręch                          | 7-5, 6-1                                 |
| Individual masculino - Primera ronda                 | Holger Rune [13]                         | Daniel Evans                             | 6-4, 6-4, 6-4                            |
| Partidos en el Estadio Simonne Mathieu               |                                          |                                          |                                          |
| Evento                                               | Ganador                                  | Perdedor                                 | Resultado                                |
| Individual masculino - Primera ronda                 | Álex de Miñaur [11]                      | Alex Michelsen                           | 6-1, 6-0, 6-2                            |
| Individual femenino - Primera ronda                  | Madison Keys [14]                        | Renata Zarazúa                           | 6-3, 6-2                                 |
| Individual femenino - Primera ronda                  | Victoria Azarenka [19]                   | Nadia Podoroska                          | 6-1, 6-0                                 |
| Fondo de color indica un partido de la rama femenina |                                          |                                          |                                          |

### Día 4 (29 de mayo)
- Cabezas de serie eliminados:
  - Individual femenino:  Caroline Garcia [20]
- Orden de juego

| Partidos en los estadios principales                 | Partidos en los estadios principales     | Partidos en los estadios principales     | Partidos en los estadios principales     |
| Partidos en el Estadio Philippe Chatrier             | Partidos en el Estadio Philippe Chatrier | Partidos en el Estadio Philippe Chatrier | Partidos en el Estadio Philippe Chatrier |
| Evento                                               | Ganador                                  | Perdedor                                 | Resultado                                |
| ---------------------------------------------------- | ---------------------------------------- | ---------------------------------------- | ---------------------------------------- |
| Individual femenino - Segunda ronda                  | Sofia Kenin                              | Caroline Garcia [20]                     | 6-3, 6-3                                 |
| Individual masculino - Segunda ronda                 | Carlos Alcaraz [2]                       | Jesper de Jong [Q]                       | 6-3, 6-4, 2-6, 6-2                       |
| Individual femenino - Segunda ronda                  | Iga Świątek [1]                          | Naomi Osaka [PR]                         | 7-6(7-1), 1-6, 7-5                       |
| Individual masculino - Segunda ronda                 | Jannik Sinner [2]                        | Richard Gasquet [WC]                     | 6-4, 6-2, 6-4                            |
| Partidos en el Estadio Suzanne Lenglen               |                                          |                                          |                                          |
| Evento                                               | Ganador                                  | Perdedor                                 | Resultado                                |
| Individual masculino - Segunda ronda                 | Stefanos Tsitsipas [9]                   | Daniel Altmaier                          | 6-3, 6-2, 6-7(2-7), 6-4                  |
| Individual femenino - Segunda ronda                  | Ons Jabeur [8]                           | Camila Osorio                            | 6-3, 1-6, 6-3                            |
| Individual masculino - Segunda ronda                 | Andrey Rublev [6]                        | Pedro Martínez                           | 6-3, 6-4, 6-3                            |
| Individual femenino - Segunda ronda                  | Cori Gauff [3]                           | Tamara Zidanšek [Q]                      | 6-3, 6-4                                 |
| Individual masculino - Segunda ronda                 | Pavel Kotov                              | Stan Wawrinka                            | 7-6(7-5), 6-4, 1-6, 7-6(7-5)             |
| Fondo de color indica un partido de la rama femenina |                                          |                                          |                                          |

### Día 5 (30 de mayo)
- Cabezas de serie eliminados:
  - Individual masculino:  Karen Khachanov [18],  Aleksandr Búblik [19],  Sebastián Báez [20],  Frances Tiafoe [25],  Mariano Navone [31]
  - Individual femenino:  Jeļena Ostapenko [9],  Daria Kasatkina [10],  Danielle Collins [11],  Marta Kostyuk [18],  Victoria Azarenka [19],  Anastasia Pavlyuchenkova [20],  Anna Kalinskaya [23],  Linda Nosková [27],  Kateřina Siniaková [32]
- Orden de juego

| Partidos en los estadios principales                 | Partidos en los estadios principales     | Partidos en los estadios principales     | Partidos en los estadios principales     |
| Partidos en el Estadio Philippe Chatrier             | Partidos en el Estadio Philippe Chatrier | Partidos en el Estadio Philippe Chatrier | Partidos en el Estadio Philippe Chatrier |
| Evento                                               | Ganador                                  | Perdedor                                 | Resultado                                |
| ---------------------------------------------------- | ---------------------------------------- | ---------------------------------------- | ---------------------------------------- |
| Individual femenino - Segunda ronda                  | Aryna Sabalenka [2]                      | Moyuka Uchijima [Q]                      | 6-2, 6-2                                 |
| Individual femenino - Segunda ronda                  | Elina Svitolina [15]                     | Diane Parry                              | 6-4, 7-6(7-3)                            |
| Individual masculino - Segunda ronda                 | Novak Djokovic [1]                       | Roberto Carballés                        | 6-4, 6-1, 6-2                            |
| Individual masculino - Segunda ronda                 | Lorenzo Musetti [30]                     | Gaël Monfils                             | 7-5, 6-1, 6-4                            |
| Partidos en el Estadio Suzanne Lenglen               |                                          |                                          |                                          |
| Evento                                               | Ganador                                  | Perdedor                                 | Resultado                                |
| Individual masculino - Segunda ronda                 | Daniil Medvédev [5]                      | Miomir Kecmanović                        | 6-1, 5-0, retiro                         |
| Individual femenino - Segunda ronda                  | Elena Rybakina [4]                       | Arantxa Rus                              | 6-3, 6-4                                 |
| Individual masculino - Segunda ronda                 | Alexander Zverev [4]                     | David Goffin                             | 7-6(7-4), 6-2, 6-2                       |
| Individual femenino - Segunda ronda                  | Madison Keys [14]                        | Mayar Sherif                             | 6-0, 7-6(9-7)                            |
| Individual masculino - Segunda ronda                 | Casper Ruud [7]                          | Alejandro Davidovich                     | 7-6(7-5), 1-6, 6-3, 4-6, 6-3             |
| Partidos en el Estadio Simonne Mathieu               |                                          |                                          |                                          |
| Evento                                               | Ganador                                  | Perdedor                                 | Resultado                                |
| Individual masculino - Segunda ronda                 | Hubert Hurkacz [8]                       | Brandon Nakashima                        | 6-7(2-7), 6-1, 6-3, 7-6(7-5)             |
| Individual masculino - Segunda ronda                 | Corentin Moutet                          | Alexander Shevchenko                     | 6-4, 6-2, 0-6, 6-3                       |
| Individual femenino - Segunda ronda                  | Varvara Grachova                         | Bernarda Pera                            | 6-1, 6-3                                 |
| Fondo de color indica un partido de la rama femenina |                                          |                                          |                                          |

### Día 6 (31 de mayo)
- Cabezas de serie eliminados:
  - Individual masculino:  Andrey Rublev [6],  Sebastian Korda [27]
  - Individual femenino:  Liudmila Samsonova [17],  Dayana Yastremska [30],  Leylah Fernandez [31]
  - Dobles masculino:  Santiago González /  Édouard Roger-Vasselin [5],  Sadio Doumbia /  Fabien Reboul [16]
- Orden de juego

| Partidos en los estadios principales                 | Partidos en los estadios principales     | Partidos en los estadios principales     | Partidos en los estadios principales     |
| Partidos en el Estadio Philippe Chatrier             | Partidos en el Estadio Philippe Chatrier | Partidos en el Estadio Philippe Chatrier | Partidos en el Estadio Philippe Chatrier |
| Evento                                               | Ganador                                  | Perdedor                                 | Resultado                                |
| ---------------------------------------------------- | ---------------------------------------- | ---------------------------------------- | ---------------------------------------- |
| Individual femenino - Tercera ronda                  | Cori Gauff [3]                           | Dayana Yastremska [30]                   | 6-2, 6-4                                 |
| Individual masculino - Tercera ronda                 | Jannik Sinner [2]                        | Pavel Kotov                              | 6-4, 6-4, 6-4                            |
| Individual femenino - Tercera ronda                  | Iga Świątek [1]                          | Marie Bouzková                           | 6-4, 6-2                                 |
| Individual masculino - Tercera ronda                 | Carlos Alcaraz [3]                       | Sebastian Korda [27]                     | 6-4, 7-6(7-5), 6-3                       |
| Partidos en el Estadio Suzanne Lenglen               |                                          |                                          |                                          |
| Evento                                               | Ganador                                  | Perdedor                                 | Resultado                                |
| Individual femenino - Tercera ronda                  | Elisabetta Cocciaretto                   | Liudmila Samsonova [17]                  | 7-6(7-4), 6-2                            |
| Individual masculino - Tercera ronda                 | Matteo Arnaldi                           | Andrey Rublev [6]                        | 7-6(8-6), 6-2, 6-4                       |
| Individual femenino - Tercera ronda                  | Ons Jabeur [8]                           | Leylah Fernandez [31]                    | 6-4, 7-6(7-5)                            |
| Individual masculino - Tercera ronda                 | Stefanos Tsitsipas [9]                   | Zhizhen Zhang                            | 6-3, 6-3, 6-1                            |
| Individual masculino - Tercera ronda                 | Corentin Moutet                          | Sebastian Ofner                          | 3-6, 6-4, 6-4, 6-1                       |
| Partidos en el Estadio Simonne Mathieu               |                                          |                                          |                                          |
| Evento                                               | Ganador                                  | Perdedor                                 | Resultado                                |
| Individual femenino - Tercera ronda                  | Olga Danilović [Q]                       | Donna Vekić                              | 0-6, 7-5, 7-6(10-8)                      |
| Individual femenino - Tercera ronda                  | Markéta Vondroušová [5]                  | Chloé Paquet [WC]                        | 6-1, 6-3                                 |
| Fondo de color indica un partido de la rama femenina |                                          |                                          |                                          |

### Día 7 (1 de junio)
- Cabezas de serie eliminados:
  - Individual masculino:  Tommy Paul [14],  Ben Shelton [15],  Tallon Griekspoor [26],  Tomás Martín Etcheverry [28],  Lorenzo Musetti [30]
  - Individual femenino:  Qinwen Zheng [7],  Madison Keys [14],  Elise Mertens [25]
- Orden de juego

| Partidos en los estadios principales                 | Partidos en los estadios principales     | Partidos en los estadios principales     | Partidos en los estadios principales     |
| Partidos en el Estadio Philippe Chatrier             | Partidos en el Estadio Philippe Chatrier | Partidos en el Estadio Philippe Chatrier | Partidos en el Estadio Philippe Chatrier |
| Evento                                               | Ganador                                  | Perdedor                                 | Resultado                                |
| ---------------------------------------------------- | ---------------------------------------- | ---------------------------------------- | ---------------------------------------- |
| Individual femenino - Tercera ronda                  | Elena Rybakina [4]                       | Elise Mertens [25]                       | 6-4, 6-2                                 |
| Individual femenino - Tercera ronda                  | Aryna Sabalenka [2]                      | Paula Badosa                             | 7-5, 6-1                                 |
| Individual masculino - Tercera ronda                 | Alexander Zverev [4]                     | Tallon Griekspoor [26]                   | 3-6, 6-4, 6-2, 4-6, 7-6(10-3)            |
| Individual masculino - Tercera ronda                 | Grigor Dimitrov [10]                     | Zizou Bergs [Q]                          | 6-3, 7-6(7-4), 4-6, 6-4                  |
| Individual masculino - Tercera ronda                 | Novak Djokovic [1]                       | Lorenzo Musetti [30]                     | 7-5, 6-7(6-8), 2-6, 6-3, 6-0             |
| Partidos en el Estadio Suzanne Lenglen               |                                          |                                          |                                          |
| Evento                                               | Ganador                                  | Perdedor                                 | Resultado                                |
| Individual femenino - Tercera ronda                  | Varvara Grachova                         | Irina-Camelia Begu                       | 7-5, 6-3                                 |
| Individual masculino - Tercera ronda                 | Félix Auger-Aliassime [21]               | Ben Shelton [15]                         | 6-4, 6-2, 6-1                            |
| Individual masculino - Tercera ronda                 | Daniil Medvédev [3]                      | Tomáš Macháč                             | 7-6(7-4), 7-5, 1-6, 6-4                  |
| Individual masculino - Tercera ronda                 | Hubert Hurkacz [8]                       | Denis Shapovalov [PR]                    | 6-3, 7-6(7-0), 4-6, 6-1                  |
| Individual femenino - Tercera ronda                  | Emma Navarro [22]                        | Madison Keys [14]                        | 7-6(7-5), 7-6(7-3)                       |
| Individual masculino - Tercera ronda                 | Casper Ruud [7]                          | Tomás Martín Etcheverry [28]             | 6-4, 1-6, 6-2, 6-2                       |
| Partidos en el Estadio Simonne Mathieu               |                                          |                                          |                                          |
| Evento                                               | Ganador                                  | Perdedor                                 | Resultado                                |
| Individual femenino - Tercera ronda                  | Elina Avanesyan                          | Qinwen Zheng [7]                         | 3-6, 6-3, 7-6(10-7)                      |
| Individual masculino - Tercera ronda                 | Holger Rune [13]                         | Jozef Kovalík [LL]                       | 7-5, 6-1, 7-6(7-2)                       |
| Fondo de color indica un partido de la rama femenina |                                          |                                          |                                          |

### Día 8 (2 de junio)
- Cabezas de serie eliminados:
  - Individual masculino:  Hubert Hurkacz [8],  Félix Auger-Aliassime [21]
  - Dobles masculino:  Wesley Koolhof /  Nikola Mektić [7],  Andreas Mies /  Neal Skupski [12],  Jamie Murray /  Michael Venus [13],  Nathaniel Lammons /  Jackson Withrow [14]
  - Dobles femenino:  Su-Wei Hsieh /  Elise Mertens [1],  Sofia Kenin /  Bethanie Mattek-Sands [14],  Asia Muhammad /  Aldila Sutjiadi [15]
  - Dobles mixto:  Vera Zvonareva /  Sander Gillé [5],  Bethanie Mattek-Sands /  Austin Krajicek [8]
- Orden de juego

| Partidos en los estadios principales                 | Partidos en los estadios principales     | Partidos en los estadios principales     | Partidos en los estadios principales     |
| Partidos en el Estadio Philippe Chatrier             | Partidos en el Estadio Philippe Chatrier | Partidos en el Estadio Philippe Chatrier | Partidos en el Estadio Philippe Chatrier |
| Evento                                               | Ganador                                  | Perdedor                                 | Resultado                                |
| ---------------------------------------------------- | ---------------------------------------- | ---------------------------------------- | ---------------------------------------- |
| Individual femenino - Cuarta ronda                   | Iga Świątek [1]                          | Anastasia Potapova                       | 6-0, 6-0                                 |
| Individual femenino - Cuarta ronda                   | Cori Gauff [3]                           | Elisabetta Cocciaretto                   | 6-1, 6-2                                 |
| Individual masculino - Cuarta ronda                  | Carlos Alcaraz [3]                       | Félix Auger-Aliassime [21]               | 6-3, 6-3, 6-1                            |
| Individual masculino - Cuarta ronda                  | Jannik Sinner [2]                        | Corentin Moutet                          | 2-6, 6-3, 6-2, 6-1                       |
| Partidos en el Estadio Suzanne Lenglen               |                                          |                                          |                                          |
| Evento                                               | Ganador                                  | Perdedor                                 | Resultado                                |
| Individual femenino - Cuarta ronda                   | Markéta Vondroušová [5]                  | Olga Danilović [Q]                       | 6-4, 6-2                                 |
| Individual masculino - Cuarta ronda                  | Stefanos Tsitsipas [9]                   | Matteo Arnaldi                           | 3-6, 7-6(7-4), 6-2, 6-2                  |
| Individual femenino - Cuarta ronda                   | Ons Jabeur [8]                           | Clara Tauson                             | 6-4, 6-4                                 |
| Individual masculino - Cuarta ronda                  | Grigor Dimitrov [10]                     | Hubert Hurkacz [8]                       | 7-6(7-5), 6-4, 7-6(7-3)                  |
| Partidos en el Estadio Simonne Mathieu               |                                          |                                          |                                          |
| Evento                                               | Ganador                                  | Perdedor                                 | Resultado                                |
| Dobles masculino - Segunda ronda                     | Grégoire Barrère [WC] Lucas Pouille [WC] | Jamie Murray [13] Michael Venus [13]     | 6-4, 7-6(8-6)                            |
| Dobles femenino - Primera ronda                      | Marie Bouzková [7] Sara Sorribes [7]     | Lourdes Carlé Diane Parry                | 6-4, 6-2                                 |
| Dobles mixto - Primera ronda                         | Asia Muhammad [Alt] Ariel Behar [Alt]    | Chloé Paquet [WC] Grégoire Barrère [WC]  | 6-3, 3-6, [10-3]                         |
| Dobles mixto - Primera ronda                         | Erin Routliffe [6] Michael Venus [6]     | Hao-ching Chan Hugo Nys                  | 6-4, 6-3                                 |
| Fondo de color indica un partido de la rama femenina |                                          |                                          |                                          |

### Día 9 (3 de junio)
- Cabezas de serie eliminados:
  - Individual masculino:  Daniil Medvédev [5],  Taylor Fritz [12],  Holger Rune [13],  Francisco Cerúndolo [23]
  - Individual femenino:  Elina Svitolina [15],  Emma Navarro [22]
  - Dobles masculino:  Ivan Dodig /  Austin Krajicek [4],  Kevin Krawietz /  Tim Puetz [6],  Hugo Nys /  Jan Zieliński [15]
  - Dobles femenino:  Barbora Krejčíková /  Laura Siegemund [4],  Lyudmyla Kichenok /  Jeļena Ostapenko [6],  Marie Bouzková /  Sara Sorribes [7]
- Orden de juego

| Partidos en los estadios principales                 | Partidos en los estadios principales     | Partidos en los estadios principales       | Partidos en los estadios principales     |
| Partidos en el Estadio Philippe Chatrier             | Partidos en el Estadio Philippe Chatrier | Partidos en el Estadio Philippe Chatrier   | Partidos en el Estadio Philippe Chatrier |
| Evento                                               | Ganador                                  | Perdedor                                   | Resultado                                |
| ---------------------------------------------------- | ---------------------------------------- | ------------------------------------------ | ---------------------------------------- |
| Individual femenino - Cuarta ronda                   | Elena Rybakina [4]                       | Elina Svitolina [15]                       | 6-4, 6-3                                 |
| Individual femenino - Cuarta ronda                   | Aryna Sabalenka [2]                      | Emma Navarro [22]                          | 6-2, 6-3                                 |
| Individual masculino - Cuarta ronda                  | Novak Djokovic [1]                       | Francisco Cerúndolo [23]                   | 6-1, 5-7, 3-6, 7-5, 6-3                  |
| Individual masculino - Cuarta ronda                  | Alexander Zverev [4]                     | Holger Rune [13]                           | 4-6, 6-1, 5-7, 7-6(7-2), 6-2             |
| Partidos en el Estadio Suzanne Lenglen               |                                          |                                            |                                          |
| Evento                                               | Ganador                                  | Perdedor                                   | Resultado                                |
| Individual femenino - Cuarta ronda                   | Jasmine Paolini [12]                     | Elina Avanesyan                            | 4-6, 6-0, 6-1                            |
| Individual masculino - Cuarta ronda                  | Álex de Miñaur [11]                      | Daniil Medvédev [5]                        | 4-6, 6-2, 6-1, 6-3                       |
| Individual femenino - Cuarta ronda                   | Mirra Andreeva                           | Varvara Gracheva                           | 7-5, 6-2                                 |
| Individual masculino - Cuarta ronda                  | Casper Ruud [7]                          | Taylor Fritz [12]                          | 7-6(8-6), 3-6, 6-4, 6-2                  |
| Partidos en el Estadio Simonne Mathieu               |                                          |                                            |                                          |
| Evento                                               | Ganador                                  | Perdedor                                   | Resultado                                |
| Dobles masculino - Tercera ronda                     | Rajeev Ram [3] Joe Salisbury [3]         | Grégoire Barrère [WC] Lucas Pouille [WC]   | 6-3, 6-3                                 |
| Dobles femenino - Segunda ronda                      | Cori Gauff [5] Kateřina Siniaková [5]    | Miriam Kolodziejová Anna Siskova           | 6-1, 6-2                                 |
| Dobles femenino - Segunda ronda                      | Amina Anshba Anastasia Dețiuc            | Lyudmyla Kichenok [6] Jeļena Ostapenko [6] | 3-6, 7-6(7-5), 6-2                       |
| Dobles mixto - Segunda ronda                         | Desirae Krawczyk [4] Neal Skupski [4]    | Heather Watson Joe Salisbury               | 6-1, 5-7, [10-7]                         |
| Dobles mixto - Segunda ronda                         | Ulrike Eikkeri Máximo González           | Barbora Krejčíková Joran Vliegen           | w/o                                      |
| Fondo de color indica un partido de la rama femenina |                                          |                                            |                                          |

### Día 10 (4 de junio)
- Cabezas de serie eliminados:
  - Individual masculino:  Stefanos Tsitsipas [9],  Grigor Dimitrov [10]
  - Individual femenino:  Markéta Vondroušová [5],  Ons Jabeur [8]
  - Dobles masculino:  Máximo González /  Andrés Molteni [8]
  - Dobles femenino:  Nicole Melichar /  Ellen Perez [2],  Leylah Fernandez /  Erin Routliffe [9],  Ena Shibahara /  Xinyu Wang [10],  Chan Hao-ching /  Veronika Kudermetova [12],  Ulrikke Eikeri /  Ingrid Neel [13]
  - Dobles mixto:  Ellen Perez /  Matthew Ebden [1]
- Orden de juego

| Partidos en los estadios principales                 | Partidos en los estadios principales           | Partidos en los estadios principales     | Partidos en los estadios principales     |
| Partidos en el Estadio Philippe Chatrier             | Partidos en el Estadio Philippe Chatrier       | Partidos en el Estadio Philippe Chatrier | Partidos en el Estadio Philippe Chatrier |
| Evento                                               | Ganador                                        | Perdedor                                 | Resultado                                |
| ---------------------------------------------------- | ---------------------------------------------- | ---------------------------------------- | ---------------------------------------- |
| Individual femenino - Cuartos de final               | Cori Gauff [3]                                 | Ons Jabeur [8]                           | 4-6, 6-2, 6-3                            |
| Individual femenino - Cuartos de final               | Iga Świątek [1]                                | Markéta Vondroušová [5]                  | 6-0, 6-2                                 |
| Individual masculino - Cuartos de final              | Jannik Sinner [2]                              | Grigor Dimitrov [10]                     | 6-2, 6-4, 7-6(7-3)                       |
| Dobles mixto - Segunda ronda                         | Laura Siegemund [2] Édouard Roger-Vasselin [2] | Ena Shibahara Nathaniel Lammons          | 3-6, 7-5, [10-6]                         |
| Individual masculino - Cuartos de final              | Carlos Alcaraz [3]                             | Stefanos Tsitsipas [9]                   | 6-3, 7-6(7-3), 6-4                       |
| Partidos en el Estadio Suzanne Lenglen               |                                                |                                          |                                          |
| Evento                                               | Ganador                                        | Perdedor                                 | Resultado                                |
| Dobles femenino - Tercera ronda                      | Emma Navarro Diana Shnaider                    | Cristina Bucșa Monica Niculescu          | 3-6, 6-4, 6-4                            |
| Dobles masculino - Tercera ronda                     | Tomáš Macháč Zhizhen Zhang                     | Máximo González [8] Andrés Molteni [8]   | 6-3, 7-5                                 |
| Dobles femenino - Tercera ronda                      | Cori Gauff [5] Kateřina Siniaková [5]          | Ena Shibahara [10] Xinyu Wang [10]       | 6-4, 6-4                                 |
| Leyendas - Dobles femenino                           | Daniela Hantuchová Francesca Schiavone         | Lucie Šafářová Nathalie Tauziat          | 6-2, 6-3                                 |
| Partidos en el Estadio Simonne Mathieu               |                                                |                                          |                                          |
| Evento                                               | Ganador                                        | Perdedor                                 | Resultado                                |
| Dobles femenino - Tercera ronda                      | Sara Errani [11] Jasmine Paolini [11]          | Amina Anshba Anastasia Dețiuc            | 6-2, 6-0                                 |
| Dobles femenino - Tercera ronda                      | Miyu Kato [16] Nadia Kichenok [16]             | Nicole Melichar [2] Ellen Perez [2]      | 6-3, 6-2                                 |
| Dobles femenino - Tercera ronda                      | Marta Kostyuk Elena-Gabriela Ruse              | Leylah Fernandez [9] Erin Routliffe [9]  | 6-1, 6-4                                 |
| Dobles mixto - Cuartos de final                      | Ulrike Eikkeri Máximo González                 | Miyu Kato Tim Puetz                      | 1-6, 7-5, [10-8]                         |
| Fondo de color indica un partido de la rama femenina |                                                |                                          |                                          |

### Día 11 (5 de junio)
- Cabezas de serie eliminados:
  - Individual masculino:  Novak Djokovic [1],  Álex de Miñaur [11]
  - Individual femenino:  Aryna Sabalenka [2],  Elena Rybakina [4]
  - Dobles masculino:  Rajeev Ram /  Joe Salisbury [3],  Sander Gillé /  Joran Vliegen [10]
  - Dobles femenino:  Miyu Kato /  Nadia Kichenok [16]
  - Dobles mixto:  Erin Routliffe /  Michael Venus [6],  Su-Wei Hsieh /  Jan Zieliński [7]
- Orden de juego

| Partidos en los estadios principales                 | Partidos en los estadios principales       | Partidos en los estadios principales     | Partidos en los estadios principales     |
| Partidos en el Estadio Philippe Chatrier             | Partidos en el Estadio Philippe Chatrier   | Partidos en el Estadio Philippe Chatrier | Partidos en el Estadio Philippe Chatrier |
| Evento                                               | Ganador                                    | Perdedor                                 | Resultado                                |
| ---------------------------------------------------- | ------------------------------------------ | ---------------------------------------- | ---------------------------------------- |
| Dobles masculino - Cuartos de final                  | Marcel Granollers [1] Horacio Zeballos [1] | Tomáš Macháč Zhizhen Zhang               | 6-4, 6-1                                 |
| Individual femenino - Cuartos de final               | Jasmine Paolini [12]                       | Elena Rybakina [4]                       | 6-2, 4-6, 6-4                            |
| Individual femenino - Cuartos de final               | Mirra Andreeva                             | Aryna Sabalenka [2]                      | 6-7(5-7), 6-4, 6-4                       |
| Individual masculino - Cuartos de final              | Alexander Zverev [4]                       | Álex de Miñaur [11]                      | 6-4, 7-6(7-5), 6-4                       |
| Partidos en el Estadio Suzanne Lenglen               |                                            |                                          |                                          |
| Evento                                               | Ganador                                    | Perdedor                                 | Resultado                                |
| Leyendas - Dobles mixto                              | Tatiana Golovin Mansour Bahrami            | Andrea Petković Henri Leconte            | 6-2, 7-5                                 |
| Leyendas - Dobles femenino                           | Flavia Pennetta Francesca Schiavone        | Nathalie Dechy Mónica Puig               | 6-2, 6-3                                 |
| Dobles masculino - Cuartos de final                  | Rohan Bopanna [2] Matthew Ebden [2]        | Sander Gillé [10] Joran Vliegen [10]     | 7-6(7-3), 5-7, 6-1                       |
| Leyendas - Dobles masculino                          | Michael Chang Fabrice Santoro              | Arnaud Clément Sébastien Grosjean        | 6-4, 6-3                                 |
| Dobles masculino - Tercera ronda                     | Petros Tsitsipas Stefanos Tsitsipas        | Manuel Guinard [Alt] Grégoire Jacq [Alt] | 7-6(7-2), 6-2                            |
| Partidos en el Estadio Simonne Mathieu               |                                            |                                          |                                          |
| Evento                                               | Ganador                                    | Perdedor                                 | Resultado                                |
| Dobles masculino - Cuartos de final                  | Simone Bolelli [11] Andrea Vavassori [11]  | Rajeev Ram [3] Joe Salisbury [3]         | 1-6, 6-3, 6-4                            |
| Dobles femenino - Cuartos de final                   | Cori Gauff [5] Kateřina Siniaková [5]      | Miyu Kato [16] Nadia Kichenok [16]       | 6-0, 6-2                                 |
| Dobles mixto - Semifinales                           | Desirae Krawczyk [3] Neal Skupski [3]      | Su-Wei Hsieh [7] Jan Zieliński [7]       | 6-1, 6-7(2-7), [10-4]                    |
| Dobles femenino - Cuartos de final                   | Sara Errani [11] Jasmine Paolini [11]      | Emma Navarro Diana Shnaider              | 6-3, 6-3                                 |
| Dobles femenino - Cuartos de final                   | Marta Kostyuk Elena-Gabriela Ruse          | Mirra Andreeva Vera Zvonareva            | w/o                                      |
| Fondo de color indica un partido de la rama femenina |                                            |                                          |                                          |

### Día 12 (6 de junio)
- Cabezas de serie eliminados:
  - Individual femenino:  Cori Gauff [3]
  - Dobles masculino:  Rohan Bopanna /  Matthew Ebden [2]
  - Dobles mixto:  Desirae Krawczyk /  Neal Skupski [6]
- Orden de juego

| Partidos en los estadios principales                 | Partidos en los estadios principales           | Partidos en los estadios principales     | Partidos en los estadios principales     |
| Partidos en el Estadio Philippe Chatrier             | Partidos en el Estadio Philippe Chatrier       | Partidos en el Estadio Philippe Chatrier | Partidos en el Estadio Philippe Chatrier |
| Evento                                               | Ganador                                        | Perdedor                                 | Resultado                                |
| ---------------------------------------------------- | ---------------------------------------------- | ---------------------------------------- | ---------------------------------------- |
| Dobles mixto - Final                                 | Laura Siegemund [2] Édouard Roger-Vasselin [2] | Desirae Krawczyk [6] Neal Skupski [6]    | 6-4, 7-5                                 |
| Individual femenino - Semifinales                    | Iga Świątek [1]                                | Cori Gauff [3]                           | 6-2, 6-4                                 |
| Individual femenino - Semifinales                    | Jasmine Paolini [12]                           | Mirra Andreeva                           | 6-3, 6-1                                 |
| Partidos en el Estadio Suzanne Lenglen               |                                                |                                          |                                          |
| Evento                                               | Ganador                                        | Perdedor                                 | Resultado                                |
| Leyendas - Dobles femenino                           | Pauline Parmentier Lucie Šafářová              | Andrea Petković Nathalie Tauziat         | 7-6(7-5), 7-5                            |
| Leyendas - Dobles masculino                          | John McEnroe Jo-Wilfried Tsonga                | Gilles Simon Mats Wilander               | 6-2, 6-3                                 |
| Leyendas - Dobles mixto                              | Agnieszka Radwańska Sébastien Grosjean         | Mónica Puig Arnaud Clément               | 6-3, ret.                                |
| Partidos en el Estadio Simonne Mathieu               |                                                |                                          |                                          |
| Evento                                               | Ganador                                        | Perdedor                                 | Resultado                                |
| Dobles masculino - Semifinales                       | Simone Bolelli [11] Andrea Vavassori [11]      | Rohan Bopanna [2] Matthew Ebden [2]      | 7-5, 2-6, 6-2                            |
| Dobles masculino - Cuartos de final                  | Marcelo Arévalo [9] Mate Pavić [9]             | Petros Tsitsipas Stefanos Tsitsipas      | 7-5, 6-4                                 |
| Fondo de color indica un partido de la rama femenina |                                                |                                          |                                          |

### Día 13 (7 de junio)
- Cabezas de serie eliminados:
  - Individual masculino:  Jannik Sinner [2],  Casper Ruud [7]
  - Dobles masculino:  Marcel Granollers /  Horacio Zeballos [1]
  - Dobles femenino:  Caroline Dolehide /  Desirae Krawczyk [8]
- Orden de juego

| Partidos en los estadios principales                 | Partidos en los estadios principales     | Partidos en los estadios principales       | Partidos en los estadios principales     |
| Partidos en el Estadio Philippe Chatrier             | Partidos en el Estadio Philippe Chatrier | Partidos en el Estadio Philippe Chatrier   | Partidos en el Estadio Philippe Chatrier |
| Evento                                               | Ganador                                  | Perdedor                                   | Resultado                                |
| ---------------------------------------------------- | ---------------------------------------- | ------------------------------------------ | ---------------------------------------- |
| Individual masculino - Semifinales                   | Carlos Alcaraz [3]                       | Jannik Sinner [2]                          | 2-6, 6-3, 3-6, 6-4, 6-3                  |
| Individual masculino - Semifinales                   | Alexander Zverev [4]                     | Casper Ruud [7]                            | 2-6, 6-2, 6-4, 6-2                       |
| Partidos en el Estadio Suzanne Lenglen               |                                          |                                            |                                          |
| Evento                                               | Ganador                                  | Perdedor                                   | Resultado                                |
| Leyendas - Dobles mixto                              | Daniela Hantuchová Guy Forget            | Francesca Schiavone Mansour Bahrami        | 3-6, 6-4, [10-4]                         |
| Leyendas - Dobles masculino                          | Michael Chang Gilles Simon               | Henri Leconte John McEnroe                 | 6-4, 7-5                                 |
| Partidos en el Estadio Simonne Mathieu               |                                          |                                            |                                          |
| Evento                                               | Ganador                                  | Perdedor                                   | Resultado                                |
| Leyendas - Dobles femenino                           | Lindsay Davenport Flavia Pennetta        | Nathalie Dechy Pauline Parmentier          | 6-3, 6-3                                 |
| Dobles masculino - Semifinales                       | Marcelo Arévalo [9] Mate Pavić [9]       | Marcel Granollers [1] Horacio Zeballos [1] | 3-6, 6-4, 7-5                            |
| Dobles femenino - Semifinales                        | Sara Errani [7] Jasmine Paolini [7]      | Marta Kostyuk Elena-Gabriela Ruse          | 1-6, 6-4, 6-1                            |
| Dobles femenino - Semifinales                        | Cori Gauff [5] Kateřina Siniaková [5]    | Caroline Dolehide [8] Desirae Krawczyk [8] | 5-7, 6-4, 6-2                            |
| Fondo de color indica un partido de la rama femenina |                                          |                                            |                                          |

### Día 14 (8 de junio)
- Cabezas de serie eliminados:
  - Individual femenino:  Jasmine Paolini [12]
  - Dobles masculino:  Simone Bolelli /  Andrea Vavassori [11]
- Orden de juego

| Partidos en los estadios principales                 | Partidos en los estadios principales     | Partidos en los estadios principales      | Partidos en los estadios principales     |
| Partidos en el Estadio Philippe Chatrier             | Partidos en el Estadio Philippe Chatrier | Partidos en el Estadio Philippe Chatrier  | Partidos en el Estadio Philippe Chatrier |
| Evento                                               | Ganador                                  | Perdedor                                  | Resultado                                |
| ---------------------------------------------------- | ---------------------------------------- | ----------------------------------------- | ---------------------------------------- |
| Individual femenino - Final                          | Iga Świątek [1]                          | Jasmine Paolini [12]                      | 6-2, 6-1                                 |
| Dobles masculino - Final                             | Marcelo Arévalo [9] Mate Pavić [9]       | Simone Bolelli [11] Andrea Vavassori [11] | 7-5, 6-3                                 |
| Fondo de color indica un partido de la rama femenina |                                          |                                           |                                          |

### Día 15 (9 de junio)
- Cabezas de serie eliminados:
  - Individual masculino:  Alexander Zverev [4]
  - Dobles femenino:  Sara Errani /  Jasmine Paolini [11]

- Orden de juego

| Partidos en los estadios principales                 | Partidos en los estadios principales     | Partidos en los estadios principales     | Partidos en los estadios principales     |
| Partidos en el Estadio Philippe Chatrier             | Partidos en el Estadio Philippe Chatrier | Partidos en el Estadio Philippe Chatrier | Partidos en el Estadio Philippe Chatrier |
| Evento                                               | Ganador                                  | Perdedor                                 | Resultado                                |
| ---------------------------------------------------- | ---------------------------------------- | ---------------------------------------- | ---------------------------------------- |
| Dobles femenino - Final                              | Cori Gauff [5] Kateřina Siniaková [5]    | Sara Errani [11] Jasmine Paolini [11]    | 7-6(7-5), 6-3                            |
| Individual masculino - Final                         | Carlos Alcaraz [3]                       | Alexander Zverev [4]                     | 6-3, 2-6, 5-7, 6-1, 6-2                  |
| Fondo de color indica un partido de la rama femenina |                                          |                                          |                                          |

## Cabezas de serie

### Individual masculino
| N° | Clasif | Jugador                 | Puntos | Puntos por defender | Puntos ganados | Nuevos puntos | Ronda hasta la que avanzó en el torneo                |
| -- | ------ | ----------------------- | ------ | ------------------- | -------------- | ------------- | ----------------------------------------------------- |
| 1  | 1      | Novak Djokovic          | 9960   | 2000                | 400            | 8360          | Cuartos de final, se retiró ante Casper Ruud [7]      |
| 2  | 2      | Jannik Sinner           | 8770   | 45                  | 800            | 9525          | Semifinales, perdió ante Carlos Alcaraz [3]           |
| 3  | 3      | Carlos Alcaraz          | 7300   | 720                 | 2000           | 8580          | Campeón, venció a Alexander Zverev [4]                |
| 4  | 4      | Alexander Zverev        | 6305   | 720                 | 1300           | 6885          | Final, perdió ante Carlos Alcaraz [3]                 |
| 5  | 5      | Daniil Medvédev         | 6295   | 10                  | 200            | 6485          | Cuarta ronda, perdió ante Álex de Miñaur [11]         |
| 6  | 6      | Andrey Rublev           | 4700   | 90                  | 100            | 4710          | Tercera ronda, perdió ante Matteo Arnaldi             |
| 7  | 7      | Casper Ruud             | 4425   | 1200                | 800            | 4025          | Semifinales, perdió ante Alexander Zverev [4]         |
| 8  | 8      | Hubert Hurkacz          | 3885   | 90                  | 200            | 3995          | Cuarta ronda, perdió ante Grigor Dimitrov [10]        |
| 9  | 9      | Stefanos Tsitsipas      | 3700   | 360                 | 400            | 3740          | Cuartos de final, perdió ante Carlos Alcaraz [3]      |
| 10 | 10     | Grigor Dimitrov         | 3555   | 180                 | 400            | 3775          | Cuartos de final, perdió ante Jannik Sinner [2]       |
| 11 | 11     | Álex de Miñaur          | 3490   | 45                  | 400            | 3845          | Cuartos de final, perdió ante Alexander Zverev [4]    |
| 12 | 12     | Taylor Fritz            | 2980   | 90                  | 200            | 3090          | Cuarta ronda, perdió ante Casper Ruud [7]             |
| 13 | 13     | Holger Rune             | 2700   | 360                 | 200            | 2540          | Cuarta ronda, perdió ante Alexander Zverev [4]        |
| 14 | 14     | Tommy Paul              | 2655   | 45                  | 100            | 2710          | Tercera ronda, perdió ante Francisco Cerúndolo [23]   |
| 15 | 15     | Ben Shelton             | 2500   | 10                  | 100            | 2590          | Tercera ronda, perdió ante Félix Auger-Aliassime [21] |
| 16 | 19     | Nicolás Jarry           | 2075   | 180                 | 10             | 1905          | Primera ronda, perdió ante Corentin Moutet            |
| 17 | 16     | Ugo Humbert             | 2285   | 45                  | 10             | 2250          | Primera ronda, perdió ante Lorenzo Sonego             |
| 18 | 18     | Karen Khachanov         | 2090   | 360                 | 50             | 1780          | Segunda ronda, perdió ante Jozef Kovalík [LL]         |
| 19 | 17     | Aleksandr Búblik        | 2110   | 10                  | 50             | 2150          | Segunda ronda, perdió ante Jan-Lennard Struff         |
| 20 | 20     | Sebastián Báez          | 1990   | 10                  | 50             | 2030          | Segunda ronda, perdió ante Sebastian Ofner            |
| 21 | 21     | Félix Auger-Aliassime   | 1885   | 10                  | 200            | 2075          | Cuarta ronda, perdió ante Carlos Alcaraz [3]          |
| 22 | 22     | Adrian Mannarino        | 1865   | 10                  | 10             | 1865          | Primera ronda, perdió ante Giulio Zeppieri [Q]        |
| 23 | 27     | Francisco Cerúndolo     | 1590   | 180                 | 200            | 1610          | Cuarta ronda, perdió ante Novak Djokovic [1]          |
| 24 | 24     | Alejandro Tabilo        | 1645   | 16                  | 10             | 1639          | Primera ronda, perdió ante Zizou Bergs [Q]            |
| 25 | 26     | Frances Tiafoe          | 1630   | 90                  | 50             | 1590          | Segunda ronda, perdió ante Denis Shapovalov [PR]      |
| 26 | 25     | Tallon Griekspoor       | 1635   | 45                  | 100            | 1690          | Tercera ronda, perdió ante Alexander Zverev [4]       |
| 27 | 28     | Sebastian Korda         | 1565   | 45                  | 100            | 1620          | Tercera ronda, perdió ante Carlos Alcaraz [3]         |
| 28 | 29     | Tomás Martín Etcheverry | 1550   | 360                 | 100            | 1290          | Tercera ronda, perdió ante Casper Ruud [7]            |
| 29 | 38     | Arthur Fils             | 1145   | 0                   | 10             | 1155          | Primera ronda, perdió ante Matteo Arnaldi             |
| 30 | 30     | Lorenzo Musetti         | 1370   | 180                 | 100            | 1290          | Tercera ronda, perdió ante Novak Djokovic [1]         |
| 31 | 31     | Mariano Navone          | 1339   | (7)                 | 50             | 1382          | Segunda ronda, perdió ante Tomáš Macháč               |
| 32 | 33     | Cameron Norrie          | 1230   | 90                  | 10             | 1150          | Primera ronda, perdió ante Pavel Kotov                |

#### Bajas masculinas notables
| Clasif | Jugador      | Puntos | Puntos por defender | Puntos ganados | Nuevos puntos | Motivo                |
| ------ | ------------ | ------ | ------------------- | -------------- | ------------- | --------------------- |
| 23     | Jiří Lehečka | 1685   | (55)                | 0              | 1630          | Lesión en la espalda. |

### Individual femenino
| N° | Clasif | Jugador                  | Puntos | Puntos por defender | Puntos ganados | Nuevos puntos | Ronda hasta la que avanzó en el torneo             |
| -- | ------ | ------------------------ | ------ | ------------------- | -------------- | ------------- | -------------------------------------------------- |
| 1  | 1      | Iga Świątek              | 11 695 | 2000                | 2000           | 11 695        | Campeona, venció a Jasmine Paolini [12]            |
| 2  | 2      | Aryna Sabalenka          | 8138   | 780                 | 430            | 7788          | Cuartos de final, perdió ante Mirra Andreeva       |
| 3  | 3      | Cori Gauff               | 7638   | 430                 | 780            | 7988          | Semifinales, perdió ante Iga Świątek [1]           |
| 4  | 4      | Elena Rybakina           | 5673   | 130                 | 430            | 5973          | Cuartos de final, perdió ante Jasmine Paolini [12] |
| 5  | 6      | Markéta Vondroušová      | 4143   | 70                  | 430            | 4503          | Cuartos de final, perdió ante Iga Świątek [1]      |
| 6  | 7      | María Sákkari            | 3980   | 10                  | 10             | 3980          | Primera ronda, perdió ante Varvara Grachova        |
| 7  | 8      | Qinwen Zheng             | 3945   | 70                  | 130            | 4005          | Tercera ronda, perdió ante Elina Avanesyan         |
| 8  | 9      | Ons Jabeur               | 3748   | 430                 | 430            | 3748          | Cuartos de final, perdió ante Cori Gauff [3]       |
| 9  | 11     | Jeļena Ostapenko         | 3318   | 70                  | 70             | 3318          | Segunda ronda, perdió ante Clara Tauson            |
| 10 | 13     | Daria Kasatkina          | 3258   | 240                 | 70             | 3088          | Segunda ronda, perdió ante Peyton Stearns          |
| 11 | 10     | Danielle Collins         | 3472   | 10                  | 70             | 3532          | Segunda ronda, perdió ante Olga Danilović [Q]      |
| 12 | 15     | Jasmine Paolini          | 2898   | (130)               | 1300           | 4068          | Final, perdió ante Iga Świątek [1]                 |
| 13 | 14     | Beatriz Haddad Maia      | 2983   | 780                 | 10             | 2213          | Primera ronda, perdió ante Elisabetta Cocciaretto  |
| 14 | 12     | Madison Keys             | 3283   | 70                  | 130            | 3343          | Tercera ronda, perdió ante Emma Navarro [22]       |
| 15 | 19     | Elina Svitolina          | 2290   | 430                 | 240            | 2100          | Cuarta ronda, perdió ante Elena Rybakina [4]       |
| 16 | 18     | Ekaterina Alexandrova    | 2480   | 130                 | 10             | 2360          | Primera ronda, perdió ante Viktoriya Tomova        |
| 17 | 17     | Liudmila Samsonova       | 2580   | 70                  | 130            | 2640          | Tercera ronda, perdió ante Elisabetta Cocciaretto  |
| 18 | 20     | Marta Kostyuk            | 2180   | 10                  | 70             | 2240          | Segunda ronda, perdió ante Donna Vekić             |
| 19 | 21     | Victoria Azarenka        | 2174   | 10                  | 70             | 2234          | Segunda ronda, perdió ante Mirra Andreeva          |
| 20 | 22     | Anastasia Pavlyuchenkova | 2116   | 430                 | 70             | 1756          | Segunda ronda, perdió ante Ana Bogdan              |
| 21 | 23     | Caroline Garcia          | 2068   | 70                  | 70             | 2068          | Segunda ronda, perdió ante Sofia Kenin             |
| 22 | 24     | Emma Navarro             | 2068   | 70                  | 240            | 2238          | Cuarta ronda, perdió ante Aryna Sabalenka [2]      |
| 23 | 25     | Anna Kalinskaya          | 1916   | 0                   | 70             | 1986          | Segunda ronda, perdió ante Bianca Andreescu [PR]   |
| 24 | 26     | Barbora Krejčiková       | 1768   | 10                  | 10             | 1768          | Primera ronda, perdió ante Viktorija Golubic       |
| 25 | 27     | Elise Mertens            | 1739   | 240                 | 130            | 1629          | Tercera ronda, perdió ante Elena Rybakina [4]      |
| 26 | 28     | Katie Boulter            | 1730   | (69)                | 10             | 1671          | Primera ronda, perdió ante Paula Badosa            |
| 27 | 29     | Linda Nosková            | 1714   | (74)                | 70             | 1710          | Segunda ronda, perdió ante Irina-Camelia Begu [PR] |
| 28 | 30     | Sorana Cîrstea           | 1704   | 10                  | 10             | 1704          | Primera ronda, perdió ante Anna Blinkova           |
| 29 | 31     | Veronika Kudermetova     | 1623   | 10                  | 10             | 1623          | Primera ronda, perdió ante Marie Bouzková          |
| 30 | 32     | Dayana Yastremska        | 1622   | 40                  | 130            | 1712          | Tercera ronda, perdió ante Cori Gauff [3]          |
| 31 | 33     | Leylah Fernandez         | 1565   | 70                  | 130            | 1625          | Tercera ronda, perdió ante Ons Jabeur [8]          |
| 32 | 34     | Kateřina Siniaková       | 1585   | 10                  | 70             | 1645          | Segunda ronda, perdió ante Chloé Paquet [WC]       |

- Ranking del 20 de mayo de 2024.[8]

#### Bajas femeninas notables
| Clasif | Jugador          | Puntos | Puntos por defender | Puntos ganados | Nuevos puntos | Motivo                |
| ------ | ---------------- | ------ | ------------------- | -------------- | ------------- | --------------------- |
| 5      | Jessica Pegula   | 4550   | 130                 | 0              | 4420          | Lesión en la espalda. |
| 16     | Karolína Muchová | 2810   | 1300                | 0              | 1510          | Lesión en la muñeca.  |

## Cabezas de serie dobles
| Jugadores         | Jugadores              | Clasif | N.º |
| ----------------- | ---------------------- | ------ | --- |
| Marcel Granollers | Horacio Zeballos       | 2      | 1   |
| Rohan Bopanna     | Matthew Ebden          | 7      | 2   |
| Rajeev Ram        | Joe Salisbury          | 11     | 3   |
| Ivan Dodig        | Austin Krajicek        | 15     | 4   |
| Santiago González | Édouard Roger-Vasselin | 23     | 5   |
| Kevin Krawietz    | Tim Puetz              | 28     | 6   |
| Wesley Koolhof    | Nikola Mektić          | 31     | 7   |
| Máximo González   | Andrés Molteni         | 33     | 8   |
| Marcelo Arévalo   | Mate Pavić             | 36     | 9   |
| Sander Gillé      | Joran Vliegen          | 36     | 10  |
| Simone Bolelli    | Andrea Vavassori       | 41     | 11  |
| Andreas Mies      | Neal Skupski           | 50     | 12  |
| Jamie Murray      | Michael Venus          | 51     | 13  |
| Nathaniel Lammons | Jackson Withrow        | 55     | 14  |
| Hugo Nys          | Jan Zieliński          | 59     | 15  |
| Sadio Doumbia     | Fabien Reboul          | 63     | 16  |

| Jugadoras          | Jugadoras             | Clasif | N.º |
| ------------------ | --------------------- | ------ | --- |
| Su-Wei Hsieh       | Elise Mertens         | 3      | 1   |
| Nicole Melichar    | Ellen Perez           | 14     | 2   |
| Demi Schuurs       | Luisa Stefani         | 23     | 3   |
| Barbora Krejčiková | Laura Siegemund       | 31     | 4   |
| Cori Gauff         | Kateřina Siniaková    | 31     | 5   |
| Lyudmyla Kichenok  | Jeļena Ostapenko      | 33     | 6   |
| Marie Bouzková     | Sara Sorribes         | 36     | 7   |
| Caroline Dolehide  | Desirae Krawczyk      | 36     | 8   |
| Leylah Fernandez   | Erin Routliffe        | 37     | 9   |
| Ena Shibahara      | Wang Xinyu            | 42     | 10  |
| Sara Errani        | Jasmine Paolini       | 52     | 11  |
| Chan Hao-ching     | Veronika Kudermetova  | 62     | 12  |
| Ulrikke Eikeri     | Ingrid Neel           | 68     | 13  |
| Sofia Kenin        | Bethanie Mattek-Sands | 71     | 14  |
| Asia Muhammad      | Aldila Sutjiadi       | 74     | 15  |
| Miyu Kato          | Nadia Kichenok        | 80     | 16  |

### Dobles mixto
| Jugadores             | Jugadores              | N.º |
| --------------------- | ---------------------- | --- |
| Ellen Perez           | Matthew Ebden          | 1   |
| Laura Siegemund       | Édouard Roger-Vasselin | 2   |
| Demi Schuurs          | Wesley Koolhof         | 3   |
| Desirae Krawczyk      | Neal Skupski           | 4   |
| Vera Zvonareva        | Sander Gillé           | 5   |
| Erin Routliffe        | Michael Venus          | 6   |
| Su-Wei Hsieh          | Jan Zieliński          | 7   |
| Bethanie Mattek-Sands | Austin Krajicek        | 8   |

## Invitados
| - Térence Atmane - Richard Gasquet - Pierre-Hugues Herbert - Harold Mayot - Nicolás Moreno de Alborán - Giovanni Mpetshi Perricard - Alexandre Müller - Adam Walton | - Alizé Cornet - Fiona Ferro - Elsa Jacquemot - Kristina Mladenovic - Chloé Paquet - Jessika Ponchet - Ajla Tomljanović - Sachia Vickery |

| - Dan Added / Theo Arribage - Grégoire Barrère / Lucas Pouille - Titouan Droguet / Giovanni Mpetshi Perricard - Daniel Evans / Andy Murray - Quentin Halys / Nicolas Mahut - Alexandre Müller / Luca Sánchez | - Clara Burel / Chloé Paquet - Estelle Cascino / Carole Monnet - Alizé Cornet / Fiona Ferro - Émeline Dartron / Tiantsoa Rakotomanga Rajaonah - Varvara Gracheva / Elixane Lechemia - Elsa Jacquemot / Harmony Tan - Léolia Jeanjean / Jessika Ponchet |

### Dobles mixto
- Tessah Andrianjafitrimo /  Ugo Humbert
- Paula Badosa /  Stefanos Tsitsipas
- Clara Burel /  Hugo Gaston
- Alizé Cornet /  Nicolas Mahut
- Fiona Ferro /  Pierre-Hugues Herbert
- Elixane Lechemia /  Albano Olivetti
- Chloé Paquet /  Grégoire Barrère
- Diane Parry /  Harold Mayot

## Clasificación
La competición clasificatoria se realizó en el Stade Roland Garros del 20 al 24 de mayo de 2024.
| 1. Filip Misolic 2. Quentin Halys 3. Mattia Bellucci 4. Henri Squire 5. Román Burruchaga 6. Thiago Monteiro 7. Mikhail Kukushkin 8. Zizou Bergs 9. Gabriel Diallo 10. Grégoire Barrère 11. Giulio Zeppieri 12. Gustavo Heide 13. Shintaro Mochizuki 14. Valentin Vacherot 15. Hamad Medjedovic 16. Felipe Meligeni Alves | 1. Sara Errani 2. Julia Riera 3. Eva Lys 4. Léolia Jeanjean 5. Jule Niemeier 6. Tamara Zidanšek 7. Lucija Ćirić Bagarić 8. Katie Volynets 9. Moyuka Uchijima 10. Yuliia Starodubtseva 11. Olga Danilović 12. Zeynep Sönmez 13. Laura Pigossi 14. Irene Burillo 15. Julia Avdeeva 16. Rebecca Šramková |

## Campeones defensores
| Evento                      | Campeones de 2023                     | Campeones de 2024                      |
| --------------------------- | ------------------------------------- | -------------------------------------- |
| Individual masculino        | Novak Djokovic                        | Carlos Alcaraz                         |
| Individual femenino         | Iga Świątek                           | Iga Świątek                            |
| Dobles masculino            | Ivan Dodig Austin Krajicek            | Marcelo Arévalo Mate Pavić             |
| Dobles femenino             | Su-Wei Hsieh Xinyu Wang               | Cori Gauff Kateřina Siniaková          |
| Dobles mixto                | Miyu Kato Tim Puetz                   | Laura Siegemund Édouard Roger-Vasselin |
| Individual júnior masculino | Dino Prižmić                          | Kaylan Bigun                           |
| Individual júnior femenino  | Alina Korneeva                        | Tereza Valentová                       |
| Dobles júnior masculino     | Yaroslav Demin Rodrigo Pacheco Méndez | Nicolai Budkov Kjær Joel Schwärzler    |
| Dobles júnior femenino      | Tyra Caterina Grant Clervie Ngounoue  | Renáta Jamrichová Tereza Valentová     |

## Campeones

### Sénior

#### Individual masculino
Carlos Alcaraz venció a  Alexander Zverev por 6-3, 2-6, 5-7, 6-1, 6-2

#### Individual femenino
Iga Świątek venció a  Jasmine Paolini por 6-2, 6-1

#### Dobles masculino
Marcelo Arévalo /  Mate Pavić vencieron a  Simone Bolelli /  Andrea Vavassori por 7-5, 6-3

#### Dobles femenino
Cori Gauff /  Kateřina Siniaková vencieron a  Sara Errani /  Jasmine Paolini por 7-6(7-5), 6-3

#### Dobles mixto
Laura Siegemund /  Édouard Roger-Vasselin vencieron a  Desirae Krawczyk /  Neal Skupski por 6-4, 7-5

### Júnior

#### Individual masculino
Kaylan Bigun venció a  Tomasz Berkieta por 4-6, 6-3, 6-3

#### Individual femenino
Tereza Valentová venció a  Laura Samson por 6-3, 7-6(7-0)

#### Dobles masculino
Nicolai Budkov Kjær /  Joel Schwärzler vencieron a  Federico Cina /  Rei Sakamoto por 6-4, 7-6(7-3)

#### Dobles femenino
Renáta Jamrichová /  Tereza Valentová vencieron a  Tyra Caterina Grant /  Iva Jovic por 6-4, 6-4

### Silla de ruedas

#### Individual masculino
Tokito Oda venció a  Gustavo Fernández por 7-5, 6-3

#### Individual femenino
Diede de Groot venció a  Zhu Zhenzhen por 4-6, 6-2, 6-3

#### Dobles masculino
Alfie Hewett /  Gordon Reid vencieron a  Takuya Miki /  Tokito Oda por 6-1, 6-4

#### Dobles femenino
Diede de Groot /  Aniek van Koot vencieron a  Yui Kamiji /  Kgothatso Montjane por 6-7(6-8), 7-6(7-2), [10-4]

#### Individual Quad
Guy Sasson venció a  Sam Schröder por 6-2, 3-6, 7-6(10-7)

#### Dobles Quad
Sam Schröder /  Niels Vink vencieron a  Andy Lapthorne /  Guy Sasson por 7-6(11-9), 6-1